# Sándor Gujdár
Sándor Gujdár (Szentes, 11 de abril de 1950) é um ex-futebolista profissional húngaro que atuava como goleiro.

## Carreira
Sándor Gujdár fez parte do elenco da Seleção Húngara de Futebol, da Copa de 1978.